# フライボンダイ
フライボンダイ（Flybondi）はアルゼンチンの格安航空会社。企業としての正式社名はFB航空（FB Líneas Aéreas SA）で、アルゼンチン初の格安航空会社として2016年に設立された。首都ブエノスアイレスとコルドバを拠点に、ボーイング737-800型機を運航している。。スローガンは"La libertad de volar"（空を飛ぶ自由）。

## 歴史
- マウリシオ・マクリ大統領は就任直後、新航空会社の創設を約束した。アイルランドの格安航空会社ライアンエアーが、アイルランド航空グループを通じてアルゼンチンに子会社を設立するという情報もあった[2][3]。
- 2016年9月、アルゼンチン初の格安航空会社であるFlybondiの設立が発表された。「Flybondi」は、空飛ぶバスという意味で、当初は「エアボンディ」という名称を使用する予定だったが、航空機メーカーのエアバスと名前が競合するリスクを避けるため、エアの代わりにフライという接頭辞を使用した[4]。また、ライアンエアーの取締役であるマイケル・コーリー氏、エア・カナダの元CEOであるモンティ・ブリューワー氏、ブリティッシュ・エアウェイズ・シティフライヤー・エクスプレスの創設者のロバート・ライト氏など、航空業界の大物からの資金提供を受けた[5][6][7]。
- 2017年3月16日、Flybondiの共同創業者兼CEOであるジュリアン・クックは、ワンクラス189席のボーイング737-800の導入を正式に発表した[8]。
- 2017年5月、SMBCアビエーションキャピタルとのリース契約を締結し、2017年後半にさらに9機をリースする計画を発表した。
- 2017年12月2日、ボーイング737-800の初号機が納入された[9][10][11]。

### 運航開始
- 2018年1月26日、コルドバのインヘニエロ・アンブロシオ・タラベジャ国際空港から、プエルトイグアスのカタラタス・デル・イグアス国際空港間で運行を開始した。当初はインヘニエロ・アンブロシオ・タラベジャ国際空港を拠点に、メンドーサ、バリローチェ、プエルトイグアス間に就航した。
- 2018年2月、ブエノスアイレス近郊のエルパロマー空港に民間航空会社としてはじめて就航し、拠点を設立し、サルタ、ネウケン、トゥクマンへのフライトを開始した[12]。
- 2018年12月17日に、ブエノスアイレスのエルパロマール空港とアスンシオンを結ぶ国際線の運航を開始した。

## 保有機材

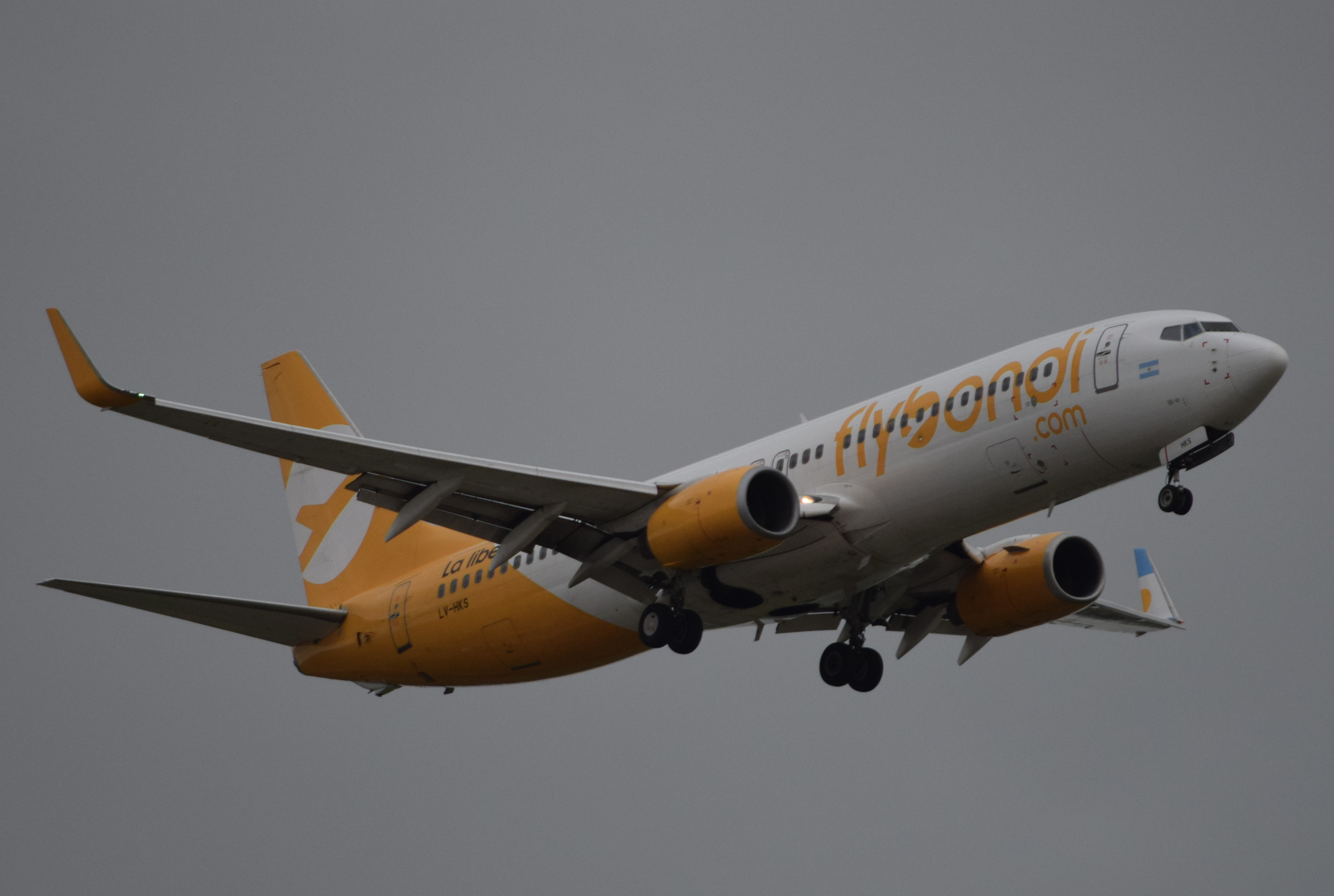
ボーイング737-83N

| 機種              | 保有数 | 発注数 | 座席数 |
| ----------------- | ------ | ------ | ------ |
| ボーイング737-800 | 15     |        | 189    |